# Tableau de chasse (album)
Pour l’article homonyme, voir Tableau de chasse (film).
Albums de Claire Diterzi
Requiem for Billy the Kid
(2007) Rosa la rouge
(2010)
Tableau de chasse est le deuxième album solo de Claire Diterzi sorti le 22 janvier 2008 chez Naïve Records.

## Composition de l'album
Cet album a été élaboré dans le cadre de son spectacle créé au Théâtre national de Chaillot en 2008, à partir d'une sélection d'une dizaine d'œuvres d'art allant de Fragonard, Ingres, Rodin, Camille Claudel, Toulouse-Lautrec, Turner, à Lucian Freud ou Allen Jones. À cet univers pictural à la « scénographie peaufinée », s'est associé l'expérience de Claire Diterzi acquise lors de ses collaborations scénographiques avec Philippe Decouflé ou Titouan Lamazou, et ses inspirations musicales de jeunesse telles The B-52's ou Le Mystère des voix bulgares. Claire Diterzi a composé, arrangé et mixé son album seule en dehors des circuits d'enregistrement.
Quelques œuvres ayant inspiré l'album :

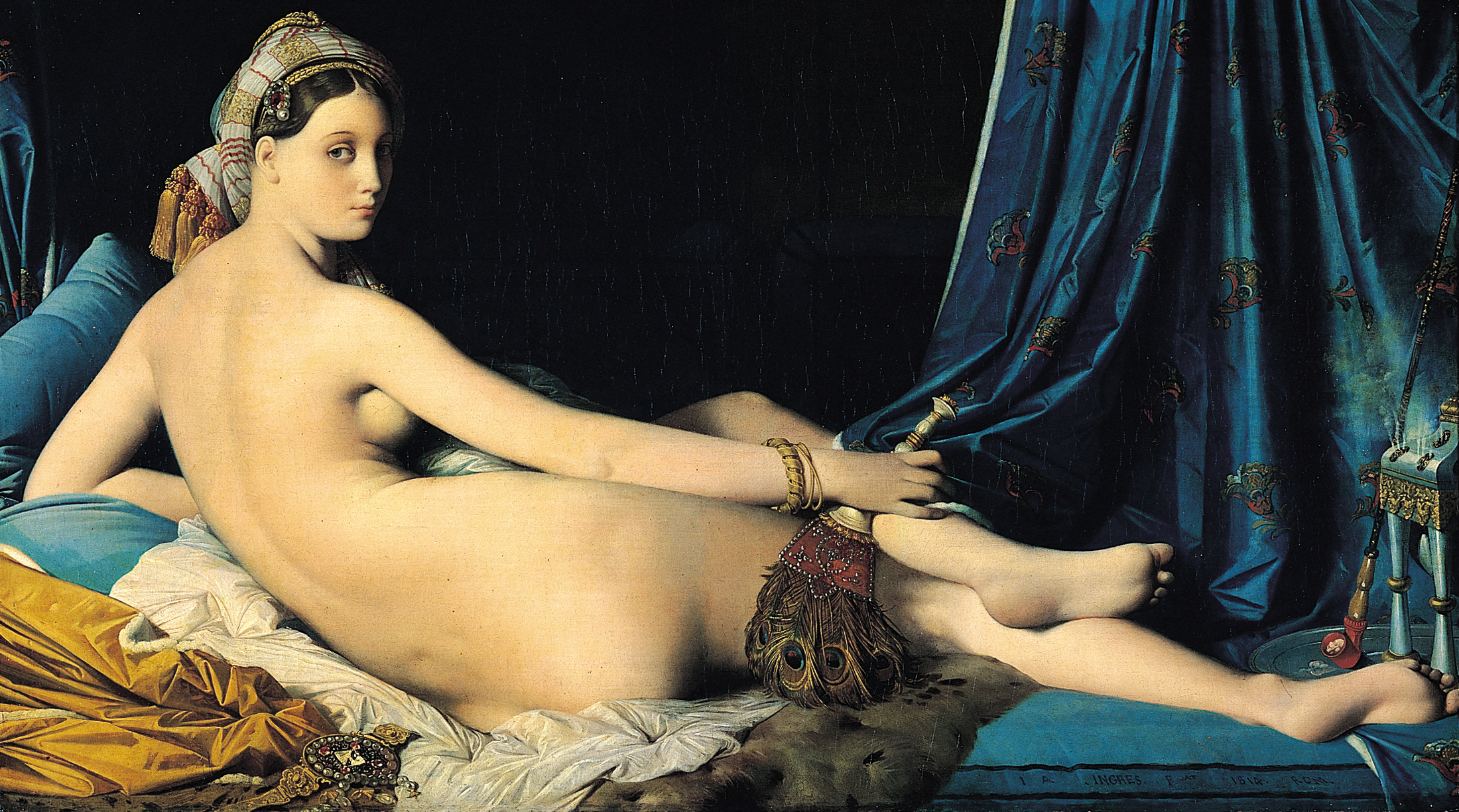
La Grande Odalisque (1816) d'Ingres inspirant l'Odalisque.
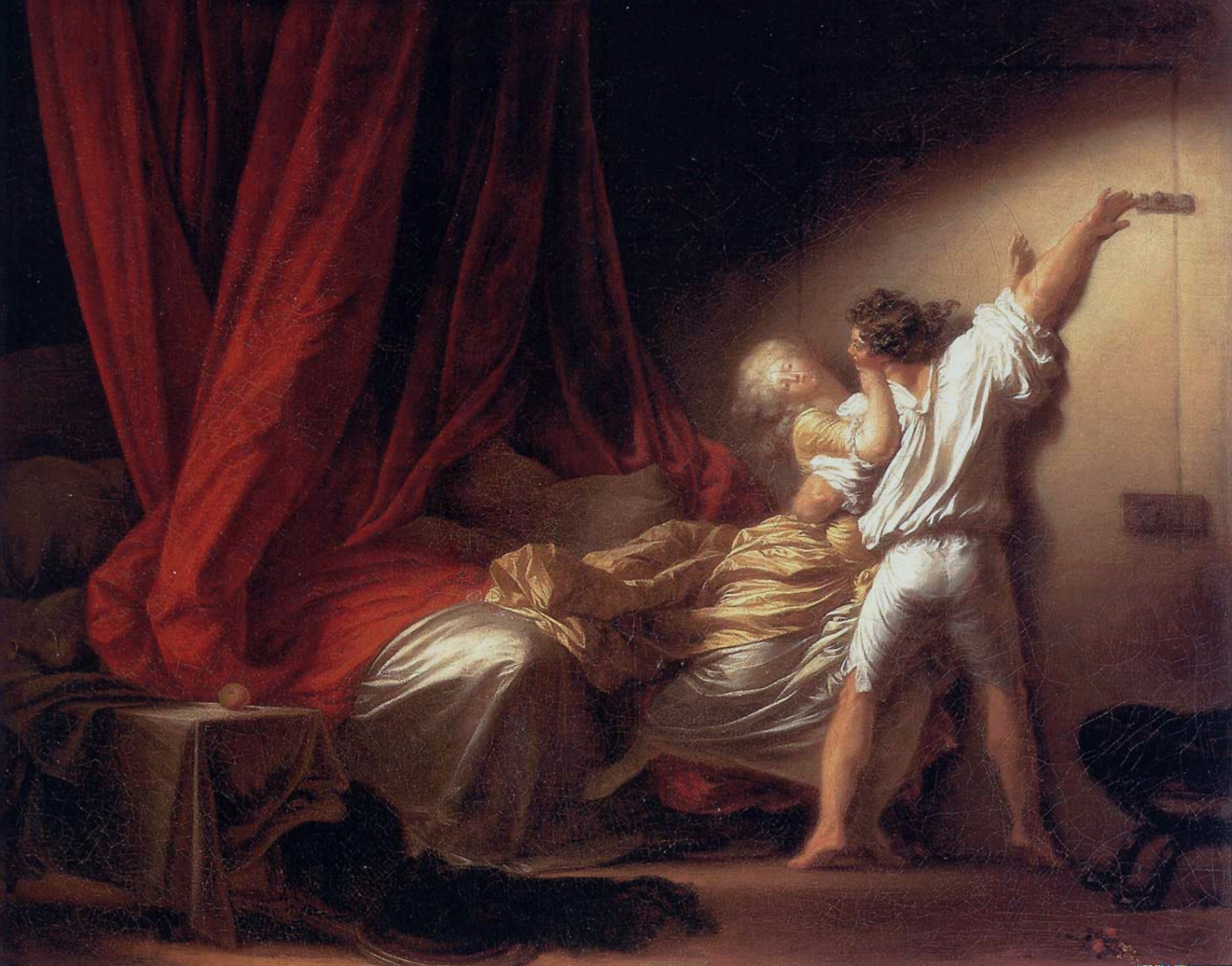
Le Verrou (1780) de Jean-Honoré Fragonard inspirant Tableau de Chasse.
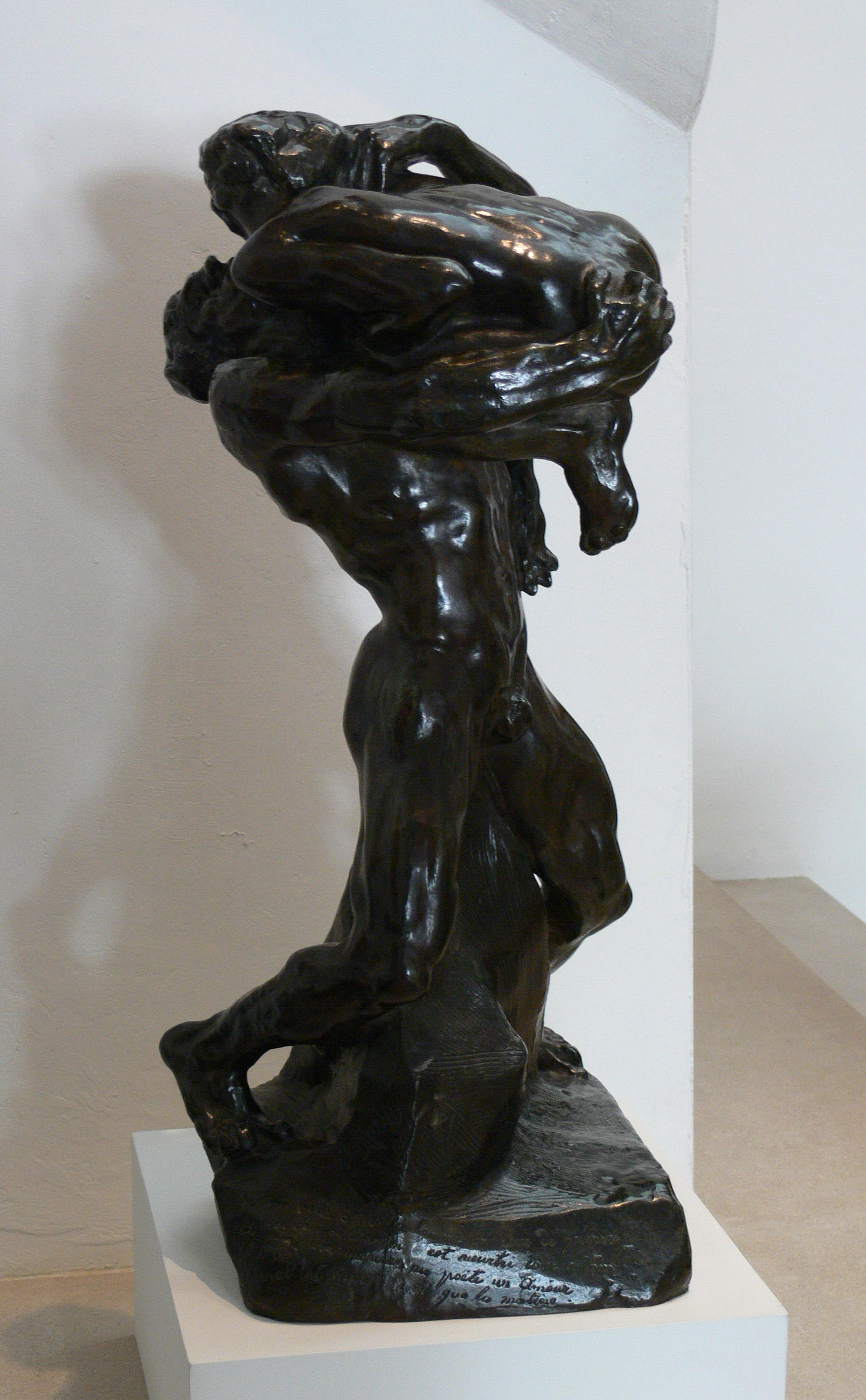
Je suis belle (1882) d'Auguste Rodin inspirant Retiens-moi.
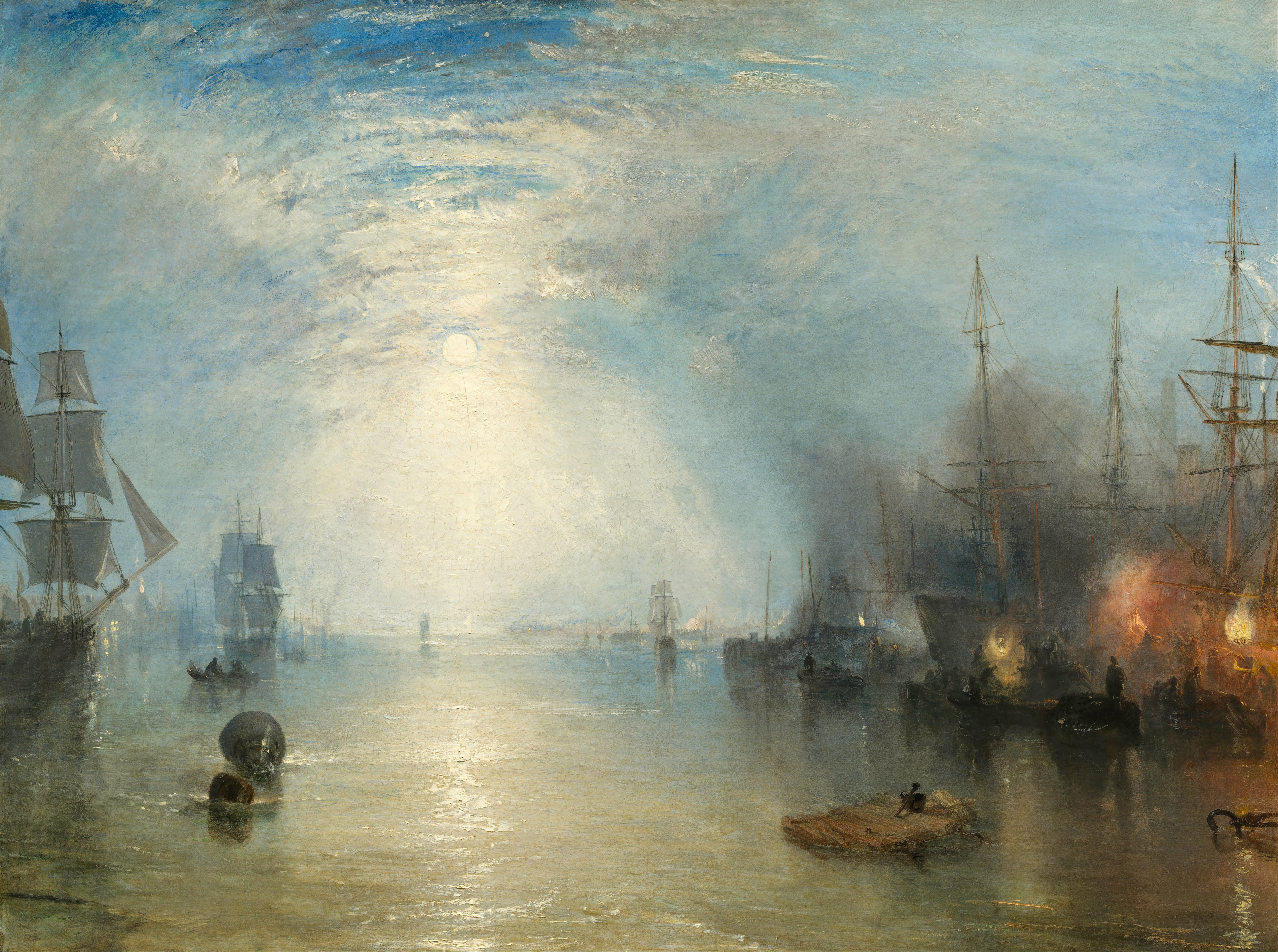
Keelmen Heaving in Coals by Moonlight (1835) de William Turner inspirant Zubrowka.

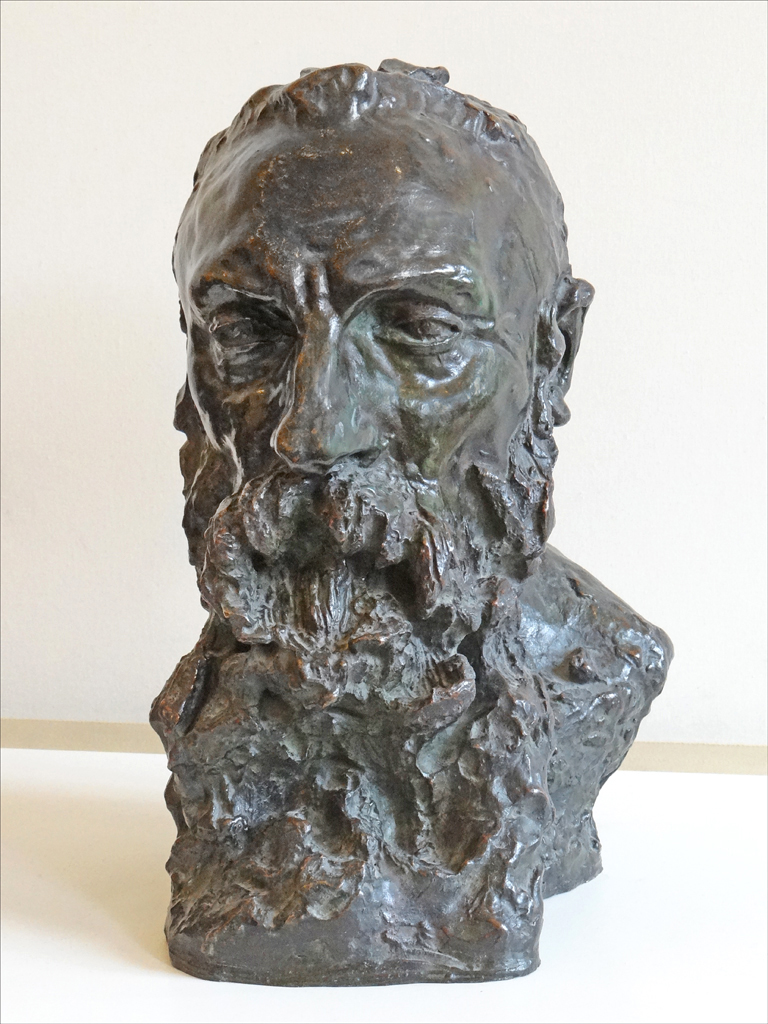
Buste de Rodin (1892) de Camille Claudel inspirant L'Épave.
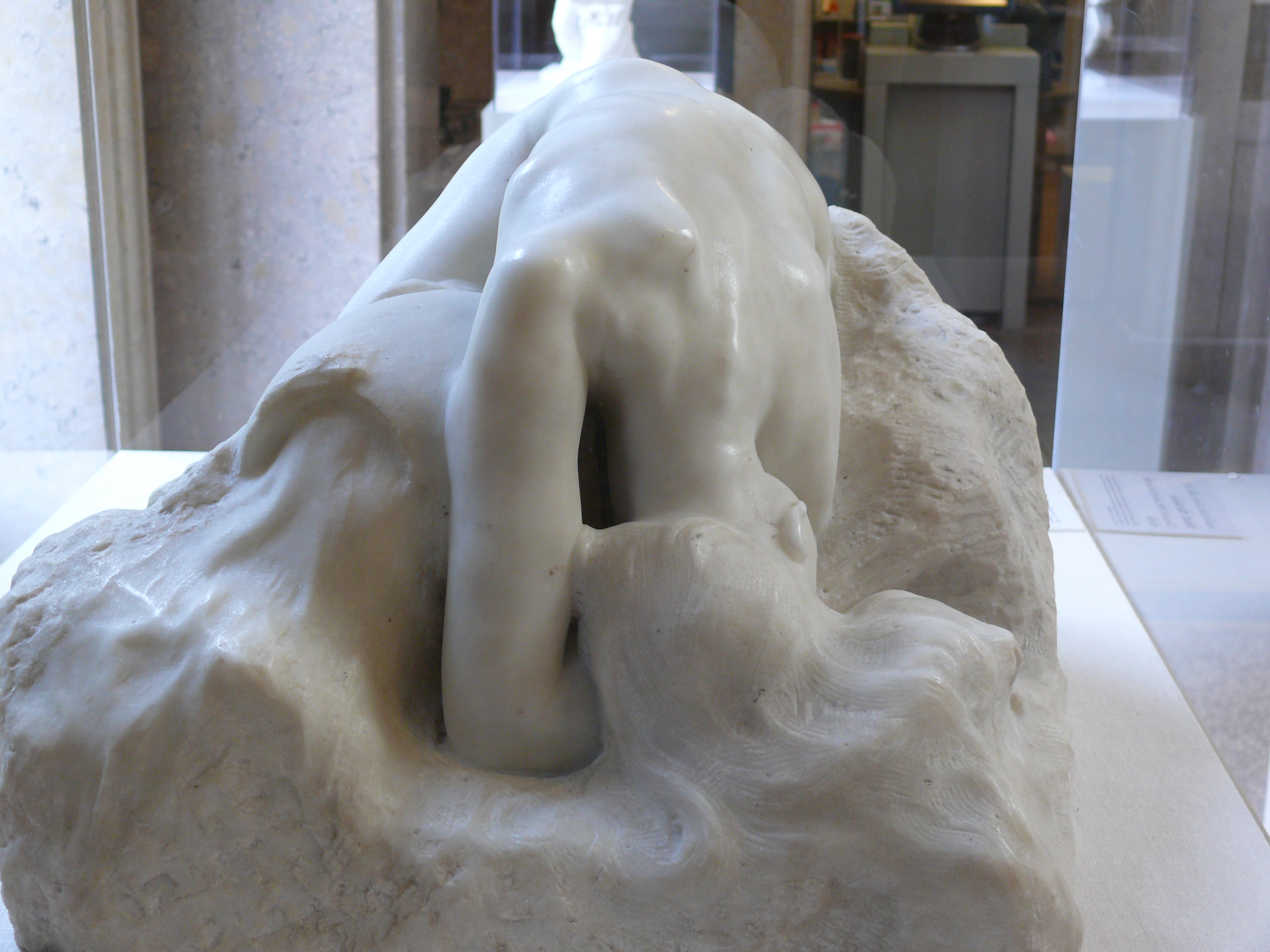
La Danaïde (1886) d'Auguste Rodin inspirant L'Épave.
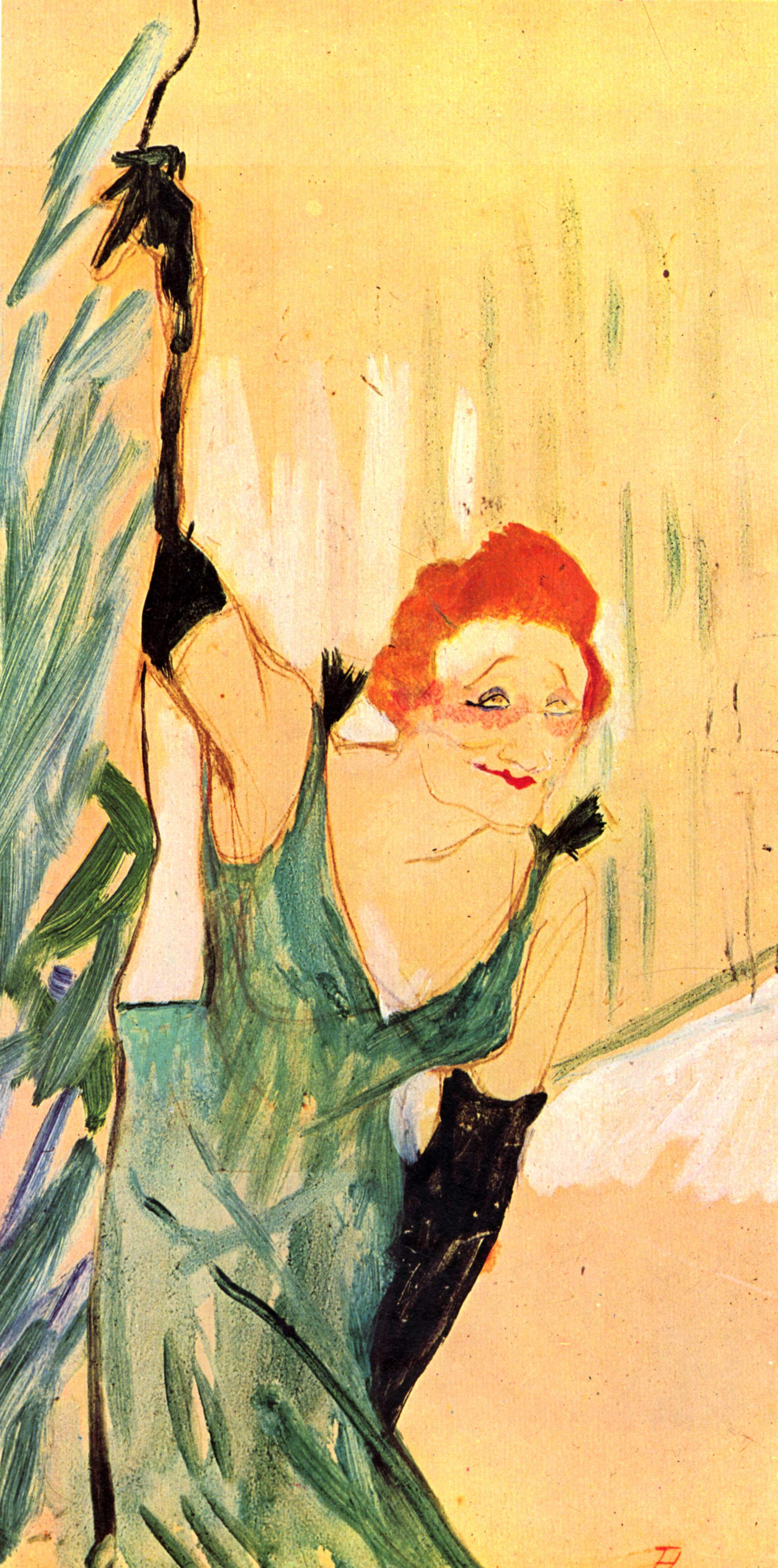
Portrait d'Yvette Guilbert (1874) d'Henri de Toulouse-Lautrec, inspirant La Vieille Chanteuse.
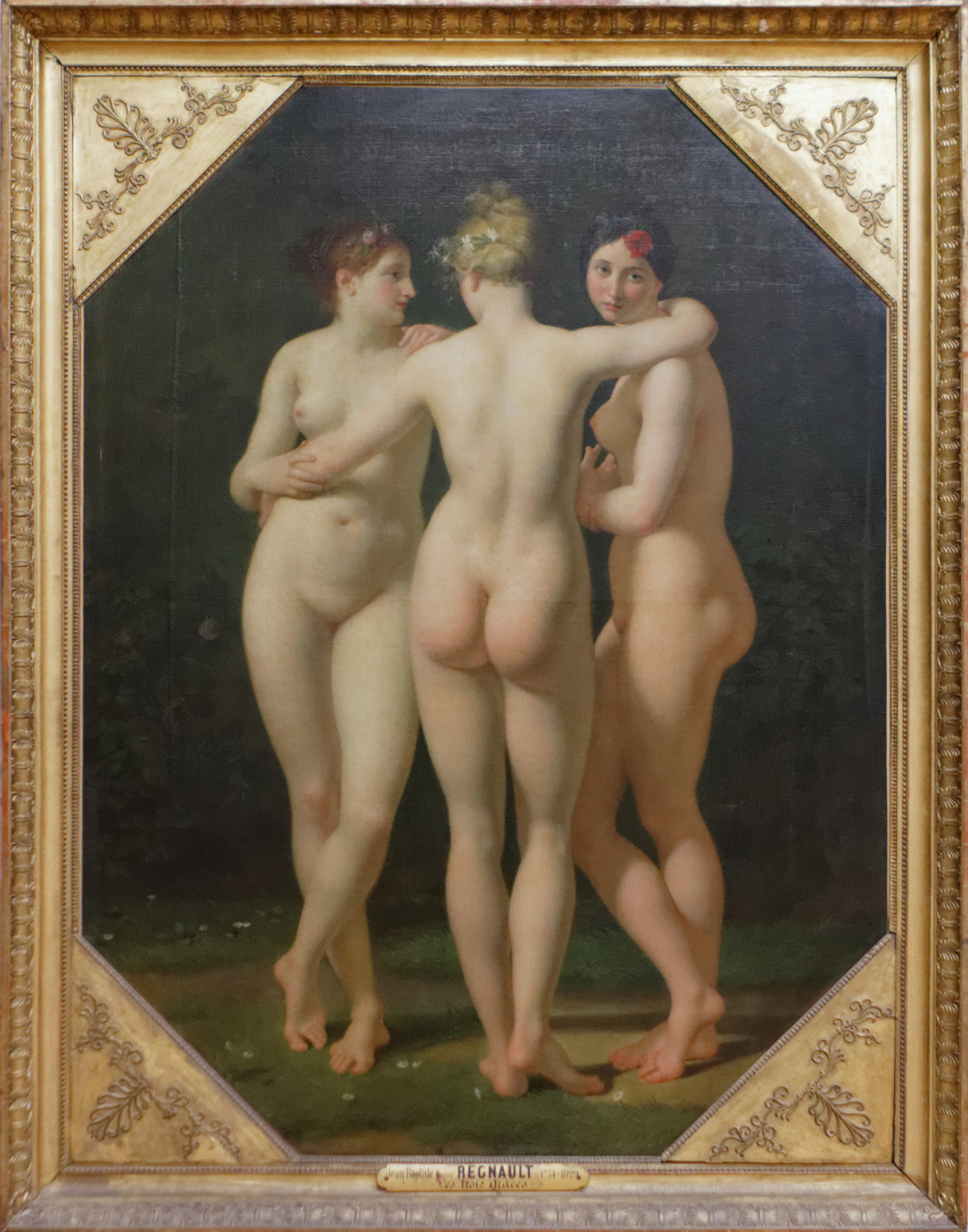
Les Trois Grâces (1794) de Jean-Baptiste Regnault inspirant Mes bonnes sœurs.

## Titres de l'album
L'ensemble des textes et des musiques sont de Claire Diterzi sauf mention
1. L'Odalisque – 2 min 28 s
2. Tableau de chasse – 3 min 06 s
3. Retiens-moi – 4 min 13 s
4. Zubrowka – 3 min 21 s
5. À quatre pattes – 3 min 35 s
6. L'Épave – 4 min 07 s
7. Iku (texte d'Alexis Armengol) – 1 min 42 s
8. Les Repas de famille – 3 min 58 s
9. La Vieille Chanteuse – 4 min 15 s
10. Mes bonnes sœurs – 3 min 44 s
11. Je garde le chien – 2 min 50 s

## Musiciens ayant participé à l'album
- Claire Diterzi : chant, guitares, instruments divers, programmation
- Fabien Tessier : batterie (sur 3, 8)
- Olive Perrusson : violon additionnel (sur 1, 3, 6)

## Réceptions critique et publique
À sa sortie, l'album est jugé très positivement par la critique. Les Inrocks le qualifient de « non conformiste » et considèrent l'œuvre de « multiple, riche, qui raconte parfaitement l’éclectisme de son auteur ». Pour Télérama cet album est « l'un des plus inventifs et intrigants de l'année », une œuvre « parfois éblouissant[e] » et « très personnelle qui ne ressemble à rien, qu'à [Claire Diterzi] ».
L'album Tableau de chasse est, lors de sa sortie, le premier album de Claire Diterzi à rencontrer un grand succès de vente auprès du public en ayant atteint la 96e place du Top 100 et en étant resté classé 12 semaines dans le Top 200.
La Vieille Chanteuse est jouée dans le 17e épisode de la saison 1 d'Elementary.